# Alexander von Nordmann
Alexander von Nordmann (Ruotensalmi (Kotka) 24 de maig de 1803 - Turku 25 de juny de 1866) fou un zoòleg, paleontòleg i botànic finès. Nordmann va ser professor a Odessa, i va col·leccionar espècimens d'història natural al sud de Rússia. També va ser professor de zoologia a la Universitat de Hèlsinki el 1849.

## Biografia
Nordmann era fill d'un oficial de l'exèrcit rus a la fortalesa de Ruotsinsalmi, Finlàndia del SE. Va iniciar estudis acadèmics a l'Acadèmia Imperial de Turku, i en aquell moment també va exercir de comissari de les col·leccions entomològiques. El 1827 va continuar els seus estudis a Berlín amb el famós parasitòleg i anatomista Karl Rudolphi. El seu primer treball important va ser una descripció microscòpica de desenes de cucs i crustacis paràsits dels ulls i altres òrgans de peixos i altres animals, inclòs l'home. Aquestes incloïen l'enigmàtic paploxum Diplozoon monogen.
El 1832 va ser nomenat professor al Lyceum Richelieu a Odessa, Ucraïna, i el 1834 també director del Jardí Botànic d'Odessa i de l'escola de jardineria central associada. Va participar en diverses expedicions i va recollir exemplars d'història natural al sud de Rússia i regions adjacents. Més tard, el 1849, es va convertir en professor de Zoologia i Botànica a la Imperial Alexander University de Finlàndia (Hèlsinki). Va morir per insuficiència cardíaca el 25 de juny de 1866.

## Taxa
El cladòcer Evadne nordmanni, l'avet Nordmann Abies nordmanniana i almenys set espècies més i un gènere (Nordmannia) han estat batejades pel seu nom. L'abreviatura estàndard d'autor Nordm. s'utilitza per indicar a aquest individu com a autor quan cita un nom botànic.

## Obres importants
- Mikrographische Beiträge zur Naturgeschichte der wirbellosen Thiere I - II. Berlin al 1832.
- Voyage dans la Russie méridionale et la Crimée, par la Hongrie, la Valachie et la Moldawie, exécuté en 1837, sous la Direction de M. Anatole de Demidoff. III. Observations sur la Faune pontique. Paris al 1840
- Histoire naturelle des animaux sans vertèbres. III. Entozoa. Paris al 1840
- Versuch einer Natur- und Entwickelungsgeschichte des Tergipes Edwardsii. - Mémoires présentés à l'Académie Impériale des Science de St. Petersbourg IV. St. Petersburg al 1845
- Palaeontologie Südrusslands I - IV. entre el any 1858 i el any 1860.